# Suore francescane del Sacro Cuore di Gesù (Rio de Janeiro)
Le Suore Francescane del Sacro Cuore di Gesù (in portoghese Irmãs Franciscanas do Sagrado Coração de Jesus; sigla F.S.C.J.) sono un istituto religioso femminile di diritto pontificio.

## Storia
Le origini della congregazione coincidono con quelle delle francescane della Piccola famiglia del Sacro Cuore di Gesù, fondate ad Alès da Laurence Rivière-Dejean. Nel 1890 le religiose francesi aprirono una filiale a Rio de Janeiro e, crescendo il numero delle vocazioni locali, fu eretta una provincia brasiliana.
A causa della lontananza della casa-madre, nel 1937 il ramo brasiliano ottenne dalla Santa Sede di separarsi e costituirsi in congregazione autonoma.
L'istituto, aggregato all'ordine dei frati minori dal 23 luglio 1947, ricevette il pontificio decreto di lode il 27 agosto 1957; le sue costituzioni ottennero l'approvazione definitiva il 29 dicembre 1966.

## Attività e diffusione
Le suore si dedicano all'assistenza a orfani, anziani e malati.
La sede generalizia è a Rio de Janeiro.
Nel 2007 l'istituto contava 108 religiose in 17 case.